# Campidoglio (Atlanta)
Il Campidoglio di Atlanta (in lingua inglese Georgia State Capitol) è la sede governativa dello Stato della Georgia, negli Stati Uniti d'America.
Sorge ad Atlanta, dove fu completato nel 1889 in stile neoclassico dagli architetti Edbrooke e Burnham.